# 파타
파타(아랍어: فتح, 영어: Fatah)는 팔레스타인의 정당이다. 팔레스타인 최대 정당 중 하나로 팔레스타인 해방 기구를 주도하고 있다. 1993년 오슬로 협정 이래로 이스라엘과 평화 공존을 추구해 왔으며 양국 방안을 지지한다. 그러나 이스라엘에서 우익 정당인 리쿠드가 집권하고 팔레스타인에 강경책을 펴기 시작한 영향을 받아 2006년 총선에서 급진주의, 무장 투쟁, 이슬람주의 정당인 하마스에 패배했다. 이후 정치 주도권을 두고 파타와 하마스 간에 분쟁이 발생하였으며 현재 하마스는 가자 지구에서, 파타는 서안 지구에서 집권하고 있다.

## 같이 보기
- 이스라엘-팔레스타인 분쟁